# Virtus Pallacanestro Bologna 1967-1968

## Roster
Candy Bologna 1967-68
- Gianfranco Lombardi (capitano)
- Giorgio Buzzavo
- Nino Calebotta
- Massimo Cosmelli
- Augusto Giomo
- Corrado Pellanera
- Roberto Raffaele
- Alberto Rago
- Sandro Renzi
- Giuseppe Rundo
- Keith Swagerty
- Ettore Zuccheri

## Staff tecnico
- Allenatore:  Jaroslav Šíp

## Risultati
- Serie A: 3ª classificata su 12 squadre (16-6)